# رولینگ‌مدوز (ایلینوی)
رولینگ‌مدوز، ایلینوی (به انگلیسی: Rolling Meadows, Illinois) یک شهر در ایالات متحده آمریکا با جمعیت ۲۴٬۰۹۹ نفر است که در ایلی‌نوی واقع شده‌است.